# John Fekner
John Fekner, (nacido 1950 en Nueva York, Estados Unidos) es un artista urbano y Arte callejero. En Cedar Lewisohn's "Street Art: The Graffiti Revolution, Fekner define el arte callejero como, "todo el arte en la calle que no es grafiti."  Fekner es un innovador artista multimedia que creó cientos de medioambientes conceptuales, obras al aire libre que consiste en palabras trazadas a lapicero, símbolos, fechas e iconos en aerosol pintado en Nueva York, Suecia, Canadá, Inglaterra y Alemania en la década de 1970 y 1980. Escritor de arte [Lucy R. Lippard] escribe, "Fekner hace en público lo que muchos artistas del mundo aún no hacen en las galerías: disipa la ambigüedad nombrando sus visiones, su punto de vista."

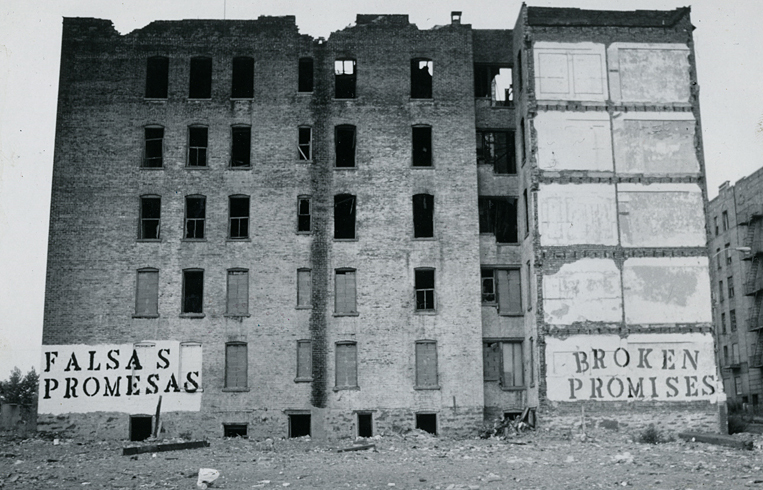
John Fekner Broken Promises/Falsas Promesas Sur del Bronx, NY 1980.

## Galleria

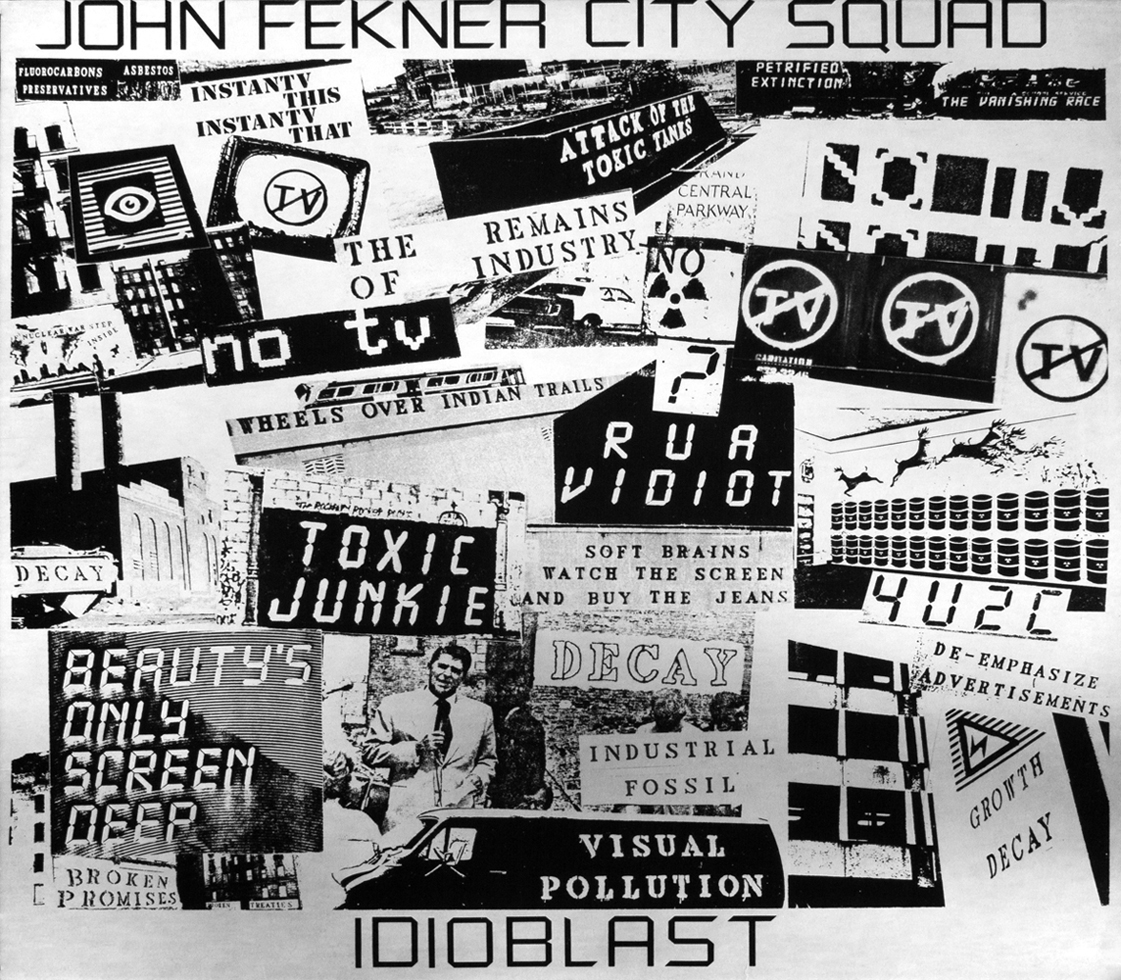
John Fekner City Squad, - Idioblast 1984, LP